# Miami Heat 2020-2021
La stagione 2020-2021 dei Miami Heat è stata la 33ª stagione della franchigia nella NBA.
Gli Heat si sono qualificati ai playoffs per il secondo anno di fila, ma sono stati rapidamente sconfitti 0-4 al primo turno dai Milwaukee Bucks. Gli Heat non subivano una sconfitta di questa entità dal 2007, quando furono eliminati sempre al primo turno dai Chicago Bulls.
Questa è stata la prima stagione dal 2014 in cui Andre Iguodala non ha giocato le NBA Finals.

## Draft
| Giro | Scelta | Giocatore        | Ruolo | Nazionalità | Università/Squadra |
| ---- | ------ | ---------------- | ----- | ----------- | ------------------ |
| 1    | 20     | Precious Achiuwa | AG    | Nigeria     | Memphis Tigers     |

## Roster
| \| Pos. \| Num. \| Naz. \| Nome \| Altezza \| Peso \| Data nascita \| Provenienza \| \| ----- \| ---- \| ------------------------------------------- \| ------------------ \| ------- \| ------ \| ------------ \| ------------------- \| \| AG \| 5 \| Nigeria (bandiera) \| Achiuwa, Precious \| 203 cm \| 102 kg \| 19-09-1999 \| Memphis \| \| AG/C \| 13 \| Stati Uniti (bandiera) \| Adebayo, Bam \| 208 cm \| 116 kg \| 18-07-1997 \| Kentucky \| \| AP/AG \| 8 \| Stati Uniti (bandiera) \| Ariza, Trevor \| 203 cm \| 98 kg \| 30-06-1985 \| UCLA \| \| AG/C \| 70 \| Serbia (bandiera) \| Bjelica, Nemanja \| 208 cm \| 106 kg \| 09-05-1988 \| Serbia \| \| AP \| 22 \| Stati Uniti (bandiera) \| Butler, Jimmy (C) \| 203 cm \| 104 kg \| 14-09-1989 \| Marquette \| \| C \| 21 \| Stati Uniti (bandiera) \| Dedmon, Dewayne \| 213 cm \| 111 kg \| 12-08-1989 \| Southern California \| \| P/G \| 7 \| Slovenia (bandiera) \| Dragić, Goran (C) \| 191 cm \| 86 kg \| 06-05-1986 \| Slovenia \| \| AG \| 40 \| Stati Uniti (bandiera) \| Haslem, Udonis \| 203 cm \| 107 kg \| 09-06-1980 \| Florida \| \| G \| 14 \| Stati Uniti (bandiera) \| Herro, Tyler \| 196 cm \| 88 kg \| 20-01-2000 \| Kentucky \| \| G/AP \| 28 \| Stati Uniti (bandiera) \| Iguodala, Andre \| 198 cm \| 98 kg \| 28-01-1984 \| Arizona \| \| P \| 25 \| Stati Uniti (bandiera) \| Nunn, Kendrick \| 188 cm \| 86 kg \| 03-08-1995 \| Oakland \| \| AP \| 11 \| Stati Uniti (bandiera) · Nigeria (bandiera) \| Okpala, KZ \| 203 cm \| 88 kg \| 28-04-1999 \| Stanford \| \| G \| 4 \| Stati Uniti (bandiera) · Nigeria (bandiera) \| Oladipo, Victor \| 193 cm \| 97 kg \| 04-04-1994 \| Indiana \| \| G \| 55 \| Stati Uniti (bandiera) \| Robinson, Duncan \| 201 cm \| 98 kg \| 22-04-1994 \| Michigan \| \| G/AP \| 31 \| Stati Uniti (bandiera) \| Strus, Max (TW) \| 196 cm \| 98 kg \| 28-03-1996 \| DePaul \| \| G \| 2 \| Stati Uniti (bandiera) · Nigeria (bandiera) \| Vincent, Gabe (TW) \| 191 cm \| 91 kg \| 14-06-1996 \| UC Santa Barbara \| \| C \| 77 \| Turchia (bandiera) \| Yurtseven, Ömer \| 213 cm \| 125 kg \| 19-06-1998 \| Georgetown \| | Allenatore Erik Spoelstra Assistente/i - Malik Allen - Caron Butler - Octavio De La Grana - Chris Quinn Legenda - (C) Capitano - (FA) Free agent - (S) Sospeso - (TW) Contratto Two-way - Infortunato Roster • Transazioni · Ultima transazione: 14 maggio 2021 |                                             |                    |         |        |              |                     |
| Pos. | Num. | Naz.                                        | Nome               | Altezza | Peso   | Data nascita | Provenienza         |
| AG | 5 | Nigeria (bandiera)                          | Achiuwa, Precious  | 203 cm  | 102 kg | 19-09-1999   | Memphis             |
| AG/C | 13 | Stati Uniti (bandiera)                      | Adebayo, Bam       | 208 cm  | 116 kg | 18-07-1997   | Kentucky            |
| AP/AG | 8 | Stati Uniti (bandiera)                      | Ariza, Trevor      | 203 cm  | 98 kg  | 30-06-1985   | UCLA                |
| AG/C | 70 | Serbia (bandiera)                           | Bjelica, Nemanja   | 208 cm  | 106 kg | 09-05-1988   | Serbia              |
| AP | 22 | Stati Uniti (bandiera)                      | Butler, Jimmy (C)  | 203 cm  | 104 kg | 14-09-1989   | Marquette           |
| C | 21 | Stati Uniti (bandiera)                      | Dedmon, Dewayne    | 213 cm  | 111 kg | 12-08-1989   | Southern California |
| P/G | 7 | Slovenia (bandiera)                         | Dragić, Goran (C)  | 191 cm  | 86 kg  | 06-05-1986   | Slovenia            |
| AG | 40 | Stati Uniti (bandiera)                      | Haslem, Udonis     | 203 cm  | 107 kg | 09-06-1980   | Florida             |
| G | 14 | Stati Uniti (bandiera)                      | Herro, Tyler       | 196 cm  | 88 kg  | 20-01-2000   | Kentucky            |
| G/AP | 28 | Stati Uniti (bandiera)                      | Iguodala, Andre    | 198 cm  | 98 kg  | 28-01-1984   | Arizona             |
| P | 25 | Stati Uniti (bandiera)                      | Nunn, Kendrick     | 188 cm  | 86 kg  | 03-08-1995   | Oakland             |
| AP | 11 | Stati Uniti (bandiera) · Nigeria (bandiera) | Okpala, KZ         | 203 cm  | 88 kg  | 28-04-1999   | Stanford            |
| G | 4 | Stati Uniti (bandiera) · Nigeria (bandiera) | Oladipo, Victor    | 193 cm  | 97 kg  | 04-04-1994   | Indiana             |
| G | 55 | Stati Uniti (bandiera)                      | Robinson, Duncan   | 201 cm  | 98 kg  | 22-04-1994   | Michigan            |
| G/AP | 31 | Stati Uniti (bandiera)                      | Strus, Max (TW)    | 196 cm  | 98 kg  | 28-03-1996   | DePaul              |
| G | 2 | Stati Uniti (bandiera) · Nigeria (bandiera) | Vincent, Gabe (TW) | 191 cm  | 91 kg  | 14-06-1996   | UC Santa Barbara    |
| C | 77 | Turchia (bandiera)                          | Yurtseven, Ömer    | 213 cm  | 125 kg | 19-06-1998   | Georgetown          |

## Classifiche

### Southeast Division
| Southeast Division     | V  | S  | V%   | PR   | Casa  | Trasf | Div | PG |
| ---------------------- | -- | -- | ---- | ---- | ----- | ----- | --- | -- |
| y – Atlanta Hawks      | 41 | 31 | .569 | 8,0  | 25–11 | 16–20 | 9–3 | 72 |
| x – Miami Heat         | 40 | 32 | .556 | 9,0  | 21–15 | 19–17 | 6–6 | 72 |
| xp – Wash. Wizards     | 34 | 38 | .472 | 15,0 | 19–17 | 15–21 | 3–9 | 72 |
| ep – Charlotte Hornets | 33 | 39 | .458 | 16,0 | 18–18 | 15–21 | 8–4 | 72 |
| e – Orlando Magic      | 21 | 51 | .292 | 28,0 | 11–25 | 10–26 | 4–8 | 72 |

### Eastern Conference
| Eastern Conference | Eastern Conference       | Eastern Conference | Eastern Conference | Eastern Conference | Eastern Conference | Eastern Conference |
| #                  | Squadra                  | V                  | S                  | V%                 | PR                 | PG                 |
| ------------------ | ------------------------ | ------------------ | ------------------ | ------------------ | ------------------ | ------------------ |
| 1                  | z – Philadelphia 76ers * | 49                 | 23                 | .681               | –                  | 72                 |
| 2                  | x – Brooklyn Nets        | 48                 | 24                 | .667               | 1,0                | 72                 |
| 3                  | y – Milwaukee Bucks *    | 46                 | 26                 | .639               | 3,0                | 72                 |
| 4                  | x – N.Y. Knicks          | 41                 | 31                 | .569               | 8,0                | 72                 |
| 5                  | y – Atlanta Hawks *      | 41                 | 31                 | .569               | 8,0                | 72                 |
| 6                  | x – Miami Heat           | 40                 | 32                 | .556               | 9,0                | 72                 |
|                    |                          |                    |                    |                    |                    |                    |
| 7                  | xp – Boston Celtics      | 36                 | 36                 | .500               | 13,0               | 72                 |
| 8                  | xp – Wash. Wizards       | 34                 | 38                 | .472               | 15,0               | 72                 |
| 9                  | ep – Indiana Pacers      | 34                 | 38                 | .472               | 15,0               | 72                 |
| 10                 | ep – Charlotte Hornets   | 33                 | 39                 | .458               | 16,0               | 72                 |
|                    |                          |                    |                    |                    |                    |                    |
| 11                 | e – Chicago Bulls        | 31                 | 41                 | .431               | 18,0               | 72                 |
| 12                 | e – Toronto Raptors      | 27                 | 45                 | .375               | 22,0               | 72                 |
| 13                 | e – Cleveland Cavaliers  | 22                 | 50                 | .306               | 27,0               | 72                 |
| 14                 | e – Orlando Magic        | 21                 | 51                 | .292               | 28,0               | 72                 |
| 15                 | e – Detroit Pistons      | 20                 | 52                 | .278               | 29,0               | 72                 |

Legenda:
- z – Fattore campo per gli interi playoff
- c – Fattore campo per le finali di Conference
- y – Campione della division
- x – Qualificata ai playoff
- p – Qualificata ai play-in
- e – Eliminata dalla corsa ai playoff
- * – Leader della division

## Mercato

### Prolungamenti contrattuali
| Data       | Giocatore      | Contratto             |
| ---------- | -------------- | --------------------- |
| 21/11/2020 | Gabe Vincent   | Two-way contract      |
| 22/11/2020 | Goran Dragić   | 1 anno - $18 milioni  |
| 22/11/2020 | Meyers Leonard | 1 anno - $9,4 milioni |
| 28/11/2020 | Udonis Haslem  | 1 anno - $1,6 milioni |

### Acquisti

#### Draft
| Data       | Giocatore        | Contratto                                      | Provenienza    |
| ---------- | ---------------- | ---------------------------------------------- | -------------- |
| 25/11/2020 | Precious Achiuwa | 4 anni - $12,5 milioni (rookie scale contract) | Memphis Tigers |

#### Free Agency
| Data       | Giocatore        | Contratto                       | Provenienza   |
| ---------- | ---------------- | ------------------------------- | ------------- |
| 23/11/2020 | Maurice Harkless | 1 anno - $3,6 milioni           | N.Y. Knicks   |
| 23/11/2020 | Avery Bradley    | 2 anni - $11,6 milioni          | L.A. Lakers   |
| 18/12/2020 | Max Strus        | Two-way contract                | Chicago Bulls |
| 08/04/2021 | Dewayne Dedmon   | Resto della stagione - $432 890 | Atlanta Hawks |
| 14/05/2021 | Omer Yurtseven   | Resto della stagione - $18 458  | Oklahoma Blue |

### Cessioni
| Data       | Giocatore         | Motivo      | Nuova squadra       |
| ---------- | ----------------- | ----------- | ------------------- |
| 20/11/2020 | Derrick Jones Jr. | Free Agency | Portland T. Blazers |
| 20/11/2020 | Solomon Hill      | Free Agency | Atlanta Hawks       |
| 20/11/2020 | Jae Crowder       | Free Agency | Phoenix Suns        |

### Scambi
| 17 marzo 2021 | Miami Heat Trevor Ariza    | Oklahoma Thunder Meyers Leonard Scelta 2º giro Draft 2027                                     |
| 25 marzo 2021 | Miami Heat Victor Oladipo  | Houston Rockets Avery Bradley Kelly Olynyk Diritto limitato di swap scelta 1º giro Draft 2022 |
| 25 marzo 2021 | Miami Heat Nemanja Bjelica | Sacramento Kings Maurice Harkless Chris Silva                                                 |

## Risultati
|  | Denota le partite vinte |
|  | Denota le partite perse |

### Preseason
| Preseason 2020 | Preseason 2020 | Preseason 2020 | Preseason 2020 | Preseason 2020   | Preseason 2020        | Preseason 2020   | Preseason 2020          | Preseason 2020 |
| --- | -------------- | -------------- | -------------- | ---------------- | --------------------- | ---------------- | ----------------------- | -------------- |
| Preseason: 1–1 (Casa: 0–1; Trasferta: 1–0) \| Partita \| Data \| Avversario \| Punteggio \| Più punti \| Più rimbalzi \| Più assist \| Spettatori \| Record \| \| ------- \| ---------- \| ----------- \| --------- \| ---------------- \| --------------------- \| ---------------- \| ----------------------- \| ------ \| \| 1 \| 14/12/2020 \| New Orleans \| S 92–114 \| Tyler Herro (17) \| Max Strus (8) \| Bam Adebayo (8) \| American Airlines Arena \| 0–1 \| \| 2 \| 18/12/2020 \| @ Toronto \| V 117–105 \| KZ Okpala (24) \| Precious Achiuwa (15) \| Goran Dragić (8) \| Amalie Arena \| 1–1 \| |                |                |                |                  |                       |                  |                         |                |
| Partita | Data           | Avversario     | Punteggio      | Più punti        | Più rimbalzi          | Più assist       | Spettatori              | Record         |
| 1 | 14/12/2020     | New Orleans    | S 92–114       | Tyler Herro (17) | Max Strus (8)         | Bam Adebayo (8)  | American Airlines Arena | 0–1            |
| 2 | 18/12/2020     | @ Toronto      | V 117–105      | KZ Okpala (24)   | Precious Achiuwa (15) | Goran Dragić (8) | Amalie Arena            | 1–1            |

### Stagione regolare
| Partita | Data        | Avversario  | Punteggio | Più punti            | Più rimbalzi       | Più assist         | Spettatori                             | Record |
| ------- | ----------- | ----------- | --------- | -------------------- | ------------------ | ------------------ | -------------------------------------- | ------ |
| 1       | 23 dicembre | @Orlando    | S 107–113 | Bam Adebayo (25)     | Bam Adebayo (11)   | Butler, Dragić (7) | Amway Center 3396                      | 0–1    |
| 2       | 25 dicembre | New Orleans | V 111–98  | Duncan Robinson (23) | Andre Iguodala (7) | Goran Dragić (9)   | American Airlines Arena 0              | 1–1    |
| 3       | 29 dicembre | Milwaukee   | S 97–144  | Tyler Herro (23)     | Bam Adebayo (6)    | Tyler Herro (7)    | American Airlines Arena Posti limitati | 1–2    |
| 4       | 30 dicembre | Milwaukee   | V 119–108 | Goran Dragić (26)    | Tyler Herro (15)   | Bam Adebayo (10)   | American Airlines Arena Posti limitati | 2–2    |

| Partita | Data       | Avversario     | Punteggio                                                  | Più punti                                                  | Più rimbalzi                                               | Più assist                                                 | Spettatori                                                 | Record                                                     |
| ------- | ---------- | -------------- | ---------------------------------------------------------- | ---------------------------------------------------------- | ---------------------------------------------------------- | ---------------------------------------------------------- | ---------------------------------------------------------- | ---------------------------------------------------------- |
| 5       | 1 gennaio  | @ Dallas       | S 83–93                                                    | Bam Adebayo (19)                                           | Bam Adebayo (11)                                           | Goran Dragić (7)                                           | American Airlines Center 0                                 | 2–3                                                        |
| 6       | 4 gennaio  | Oklahoma City  | V 118–90                                                   | Bam Adebayo (20)                                           | Tyler Herro (9)                                            | Tyler Herro (8)                                            | American Airlines Arena Posti limitati                     | 3–3                                                        |
| 7       | 6 gennaio  | Boston         | S 105–107                                                  | Jimmy Butler (26)                                          | Adebayo, Butler (8)                                        | Bam Adebayo (10)                                           | American Airlines Arena Posti limitati                     | 3–4                                                        |
| 8       | 9 gennaio  | @ Washington   | V 128–124                                                  | Tyler Herro (31)                                           | Bam Adebayo (16)                                           | Jimmy Butler (9)                                           | Capital One Arena 0                                        | 4–4                                                        |
| –       | 10 gennaio | @ Boston       | Posticipata (COVID-19) (Data del recupero: 11 maggio 2021) | Posticipata (COVID-19) (Data del recupero: 11 maggio 2021) | Posticipata (COVID-19) (Data del recupero: 11 maggio 2021) | Posticipata (COVID-19) (Data del recupero: 11 maggio 2021) | Posticipata (COVID-19) (Data del recupero: 11 maggio 2021) | Posticipata (COVID-19) (Data del recupero: 11 maggio 2021) |
| 9       | 12 gennaio | @ Philadelphia | S 134–137                                                  | Tyler Herro (34)                                           | Precious Achiuwa (13)                                      | Andre Iguodala (7)                                         | Wells Fargo Center 0                                       | 4–5                                                        |
| 10      | 14 gennaio | @ Philadelphia | S 108–125                                                  | Duncan Robinson (22)                                       | Precious Achiuwa (11)                                      | Vincent, Iguodala (8)                                      | Wells Fargo Center 0                                       | 4–6                                                        |
| 11      | 16 gennaio | Detroit        | S 100–120                                                  | Bam Adebayo (28)                                           | Bam Adebayo (7)                                            | Goran Dragić (7)                                           | American Airlines Arena Posti limitati                     | 4–7                                                        |
| 12      | 18 gennaio | Detroit        | V 113–107                                                  | Bam Adebayo (28)                                           | Bam Adebayo (11)                                           | Bam Adebayo (5)                                            | American Airlines Arena Posti limitati                     | 5–7                                                        |
| 13      | 20 gennaio | @ Toronto      | V 111–102                                                  | Kendrick Nunn (28)                                         | Bam Adebayo (13)                                           | Kelly Olynyk (8)                                           | Amalie Arena 0                                             | 6–7                                                        |
| 14      | 22 gennaio | @ Toronto      | S 81–101                                                   | Kendrick Nunn (22)                                         | Bam Adebayo (8)                                            | Kendrick Nunn (5)                                          | Amalie Arena 0                                             | 6–8                                                        |
| 15      | 23 gennaio | @ Brooklyn     | S 124–128                                                  | Bam Adebayo (41)                                           | Kelly Olynyk (6)                                           | Iguodala, Olynyk (3)                                       | Barclays Center 0                                          | 6–9                                                        |
| 16      | 25 gennaio | @ Brooklyn     | S 85–98                                                    | Bam Adebayo (26)                                           | Bam Adebayo (10)                                           | Adebayo, Dragić (5)                                        | Barclays Center 0                                          | 6–10                                                       |
| 17      | 27 gennaio | Denver         | S 82–109                                                   | Bam Adebayo (15)                                           | Bam Adebayo (7)                                            | Bam Adebayo (6)                                            | American Airlines Arena Posti limitati                     | 6–11                                                       |
| 18      | 28 gennaio | L. A. Clippers | S 105–109                                                  | Tyler Herro (19)                                           | Bam Adebayo (13)                                           | Bam Adebayo (7)                                            | American Airlines Arena Posti limitati                     | 6–12                                                       |
| 19      | 30 gennaio | Sacramento     | V 105–104                                                  | Jimmy Butler (30)                                          | Bam Adebayo (13)                                           | Jimmy Butler (8)                                           | American Airlines Arena Posti limitati                     | 7–12                                                       |

| Partita | Data        | Avversario       | Punteggio      | Più punti            | Più rimbalzi           | Più assist         | Spettatori                             | Record |
| ------- | ----------- | ---------------- | -------------- | -------------------- | ---------------------- | ------------------ | -------------------------------------- | ------ |
| 20      | 1 febbraio  | Charlotte        | S 121–129      | Jimmy Butler (25)    | Adebayo, Butler (9)    | Dragić, Herro (8)  | American Airlines Arena Posti limitati | 7–13   |
| 21      | 3 febbraio  | Washington       | S 100–103      | Tyler Herro (20)     | Adebayo, Olynyk (11)   | Jimmy Butler (9)   | American Airlines Arena Posti limitati | 7–14   |
| 22      | 5 febbraio  | Washington       | V 122–95       | Kendrick Nunn (25)   | Andre Iguodala (10)    | Jimmy Butler (9)   | American Airlines Arena Posti limitati | 8–14   |
| 23      | 7 febbraio  | @ New York       | V 109–103      | Bam Adebayo (24)     | Bam Adebayo (11)       | Jimmy Butler (9)   | Madison Square Garden 0                | 9–14   |
| 24      | 9 febbraio  | New York         | V 98–96        | Jimmy Butler (26)    | Jimmy Butler (8)       | Jimmy Butler (10)  | American Airlines Arena Posti limitati | 10–14  |
| 25      | 11 febbraio | @ Houston        | V 101–94       | Jimmy Butler (27)    | Adebayo, Olynyk (13)   | Jimmy Butler (10)  | AT&T Center 3251                       | 11–14  |
| 26      | 13 febbraio | @ Utah           | S 94–112       | Kendrick Nunn (23)   | Adebayo, Olynyk (10)   | Adebayo, Herro (6) | Vivint Arena 3902                      | 11–15  |
| 27      | 15 febbraio | @ L. A. Clippers | S 118–125      | Bam Adebayo (27)     | Bam Adebayo (12)       | Jimmy Butler (10)  | Staples Center 0                       | 11–16  |
| 28      | 17 febbraio | @ Golden State   | S 112–120 (OT) | Bam Adebayo (24)     | Tyler Herro (15)       | Jimmy Butler (11)  | Chase Center 0                         | 11–17  |
| 29      | 18 febbraio | @ Sacramento     | V 118–110      | Tyler Herro (27)     | Bam Adebayo (12)       | Bam Adebayo (10)   | Golden 1 Center 0                      | 12–17  |
| 30      | 20 febbraio | @ L. A. Lakers   | V 96–94        | Kendrick Nunn (27)   | Adebayo, Robinson (10) | Bam Adebayo (6)    | Staples Center 0                       | 13–17  |
| 31      | 22 febbraio | @ Oklahoma City  | V 108–94       | Duncan Robinson (22) | Bam Adebayo (13)       | Butler, Nunn (9)   | Chesapeake Energy Arena 0              | 14–17  |
| 32      | 24 febbraio | Toronto          | V 116–108      | Jimmy Butler (27)    | Bam Adebayo (12)       | Jimmy Butler (10)  | American Airlines Arena Posti limitati | 15–17  |
| 33      | 26 febbraio | Utah             | V 124–116      | Jimmy Butler (33)    | Bam Adebayo (11)       | Jimmy Butler (8)   | American Airlines Arena Posti limitati | 16–17  |
| 34      | 28 febbraio | Atlanta          | V 109–99       | Kendrick Nunn (24)   | Bam Adebayo (13)       | Kendrick Nunn (7)  | American Airlines Arena Posti limitati | 17–17  |

| Partita | Data     | Avversario    | Punteggio | Più punti             | Più rimbalzi          | Più assist        | Spettatori                             | Record |
| ------- | -------- | ------------- | --------- | --------------------- | --------------------- | ----------------- | -------------------------------------- | ------ |
| 35      | 2 marzo  | Atlanta       | S 80–94   | Dragić, Robinson (14) | Kelly Olynyk (6)      | Goran Dragić (4)  | American Airlines Arena Posti limitati | 17–18  |
| 36      | 4 marzo  | @ New Orleans | V 103–93  | Jimmy Butler (29)     | Kelly Olynyk (10)     | Jimmy Butler (9)  | Smoothie King Center 2700              | 18–18  |
| 37      | 11 marzo | Orlando       | V 111–103 | Jimmy Butler (27)     | Jimmy Butler (8)      | Jimmy Butler (11) | American Airlines Arena Posti limitati | 19–18  |
| 38      | 12 marzo | @ Chicago     | V 101–90  | Jimmy Butler (28)     | Goran Dragić (7)      | Jimmy Butler (8)  | United Center 0                        | 20–18  |
| 39      | 14 marzo | @ Orlando     | V 102–97  | Jimmy Butler (22)     | Butler, Olynyk (7)    | Jimmy Butler (9)  | Amway Center 3264                      | 21–18  |
| 40      | 16 marzo | Cleveland     | V 113–98  | Jimmy Butler (28)     | Jimmy Butler (12)     | Goran Dragić (9)  | American Airlines Arena Posti limitati | 22–18  |
| 41      | 17 marzo | @ Memphis     | S 85–89   | Jimmy Butler (24)     | Bam Adebayo (12)      | Bam Adebayo (6)   | FedExForum 2217                        | 22–19  |
| 42      | 19 marzo | Indiana       | S 110–137 | Bam Adebayo (20)      | Adebayo, Butler (8)   | Bam Adebayo (5)   | American Airlines Arena Posti limitati | 22–20  |
| 43      | 21 marzo | Indiana       | S 106–109 | Bam Adebayo (9)       | Jimmy Butler (15)     | Jimmy Butler (7)  | American Airlines Arena Posti limitati | 22–21  |
| 44      | 23 marzo | Phoenix       | S 100–110 | Kendrick Nunn (25)    | Jimmy Butler (11)     | Bam Adebayo (6)   | American Airlines Arena Posti limitati | 22–22  |
| 45      | 25 marzo | Portland      | S 122–125 | Bam Adebayo (29)      | Bam Adebayo (7)       | Bam Adebayo (9)   | American Airlines Arena Posti limitati | 22–23  |
| 46      | 26 marzo | @ Charlotte   | S 105–110 | Butler, Robinson (20) | Trevor Ariza (9)      | Jimmy Butler (9)  | Spectrum Center 4215                   | 22–24  |
| 47      | 29 marzo | @ New York    | V 98–88   | Jimmy Butler (27)     | Bam Adebayo (17)      | Jimmy Butler (6)  | Madison Square Garden 1981             | 23–24  |
| 48      | 31 marzo | @ Indiana     | V 92–87   | Duncan Robinson (20)  | Adebayo, Robinson (8) | Bam Adebayo (7)   | Bankers Life Fieldhouse 0              | 24–24  |

| Partita | Data      | Avversario    | Punteggio | Più punti              | Più rimbalzi                   | Più assist        | Spettatori                             | Record |
| ------- | --------- | ------------- | --------- | ---------------------- | ------------------------------ | ----------------- | -------------------------------------- | ------ |
| 49      | 1 aprile  | Golden State  | V 116–109 | Jimmy Butler (22)      | Bam Adebayo (8)                | Jimmy Butler (8)  | American Airlines Arena Posti limitati | 25–24  |
| 50      | 3 aprile  | Cleveland     | V 115–101 | Adebayo, Robinson (18) | Bam Adebayo (11)               | Jimmy Butler (11) | American Airlines Arena Posti limitati | 26–24  |
| 51      | 6 aprile  | Memphis       | S 112–124 | Jimmy Butler (28)      | Bam Adebayo (10)               | Bam Adebayo (10)  | American Airlines Arena Posti limitati | 26–25  |
| 52      | 8 aprile  | L. A. Lakers  | V 110–104 | Jimmy Butler (28)      | Adebayo, Butler (7)            | Jimmy Butler (5)  | American Airlines Arena Posti limitati | 27–25  |
| 53      | 11 aprile | @ Portland    | V 107–98  | Bam Adebayo (22)       | Tyler Herro (7)                | Jimmy Butler (5)  | Moda Center 0                          | 28–25  |
| 54      | 13 aprile | @ Phoenix     | S 86–106  | Jimmy Butler (18)      | Bam Adebayo (10)               | Jimmy Butler (8)  | Phoenix Suns Arena 5024                | 28–26  |
| 55      | 14 aprile | @ Denver      | S 106–123 | Bam Adebayo (21)       | Bam Adebayo (6)                | Jimmy Butler (9)  | Ball Arena 4017                        | 28–27  |
| 56      | 16 aprile | @ Minnesota   | S 111–119 | Jimmy Butler (30)      | Jimmy Butler (10)              | Jimmy Butler (8)  | Target Center 1638                     | 28–28  |
| 57      | 18 aprile | Brooklyn      | V 109–107 | Bam Adebayo (21)       | Bam Adebayo (15)               | Goran Dragić (7)  | American Airlines Arena Posti limitati | 29–28  |
| 58      | 19 aprile | Houston       | V 113–91  | Kendrick Nunn (30)     | Precious Achiuwa (11)          | Kendrick Nunn (8) | American Airlines Arena Posti limitati | 30–28  |
| 59      | 21 aprile | @ San Antonio | V 107–87  | Bam Adebayo (23)       | Bam Adebayo (8)                | Jimmy Butler (11) | AT&T Center 4229                       | 31–28  |
| 60      | 23 aprile | @ Atlanta     | S 103–118 | Kendrick Nunn (21)     | Trevor Ariza (10)              | Jimmy Butler (7)  | State Farm Arena 2985                  | 31–29  |
| 61      | 24 aprile | Chicago       | V 106–101 | Duncan Robinson (23)   | Adebayo, Dedmon, Robinson (10) | Bam Adebayo (10)  | American Airlines Arena Posti limitati | 32–29  |
| 62      | 26 aprile | Chicago       | S 102–110 | Jimmy Butler (33)      | Jimmy Butler (8)               | Goran Dragić (7)  | American Airlines Arena Posti limitati | 32–30  |
| 63      | 28 aprile | San Antonio   | V 116–111 | Jimmy Butler (29)      | Bam Adebayo (11)               | Goran Dragić (7)  | American Airlines Arena Posti limitati | 33–30  |

| Partita | Data      | Avversario   | Punteggio | Più punti             | Più rimbalzi          | Più assist        | Spettatori                             | Record |
| ------- | --------- | ------------ | --------- | --------------------- | --------------------- | ----------------- | -------------------------------------- | ------ |
| 64      | 1 maggio  | @ Cleveland  | V 124–107 | Kendrick Nunn (22)    | Bam Adebayo (10)      | Goran Dragić (7)  | Rocket Mortgage FieldHouse 4148        | 34–30  |
| 65      | 2 maggio  | @ Charlotte  | V 121–111 | Bam Adebayo (20)      | Jimmy Butler (8)      | Bam Adebayo (10)  | Spectrum Center 4095                   | 35–30  |
| 66      | 4 maggio  | Dallas       | S 113–127 | Duncan Robinson (19)  | Duncan Robinson (9)   | Bam Adebayo (11)  | American Airlines Arena Posti limitati | 35–31  |
| 67      | 7 maggio  | Minnesota    | V 121–112 | Tyler Herro (27)      | Jimmy Butler (8)      | Jimmy Butler 6)   | American Airlines Arena Posti limitati | 36–31  |
| 68      | 9 maggio  | @ Boston     | V 130–124 | Jimmy Butler (26)     | Jimmy Butler (8)      | Jimmy Butler (11) | TD Garden 2298                         | 37–31  |
| 69      | 11 maggio | @ Boston     | V 129–121 | Tyler Herro (24)      | Tyler Herro (11)      | Bam Adebayo (5)   | TD Garden 4789                         | 38–31  |
| 70      | 13 maggio | Philadelphia | V 106–94  | Jimmy Butler (21)     | Bam Adebayo (12)      | Bam Adebayo (8)   | American Airlines Arena Posti limitati | 39–31  |
| 71      | 15 maggio | @ Milwaukee  | S 108–122 | Kendrick Nunn (31)    | Bam Adebayo (8)       | Bam Adebayo (8)   | Fiserv Forum 3280                      | 39–32  |
| 72      | 16 maggio | @ Detroit    | V 120–107 | Precious Achiuwa (23) | Precious Achiuwa (10) | Tyler Herro (11)  | Little Caesars Arena 750               | 40–32  |